# 摩具
摩具（voulge、vouge）是源自中世紀法國的一種長柄武器稱呼。該武器的構造目前並不確定，也可能是對法國和勃艮第的各種長柄武器的通稱，而非特定一種武器。根據現存的描繪來看，voulge的範圍包括了長柄鍥（bill）與長柄刀（glaive）。其中長柄刀的外型在中世紀晚期最為常見。

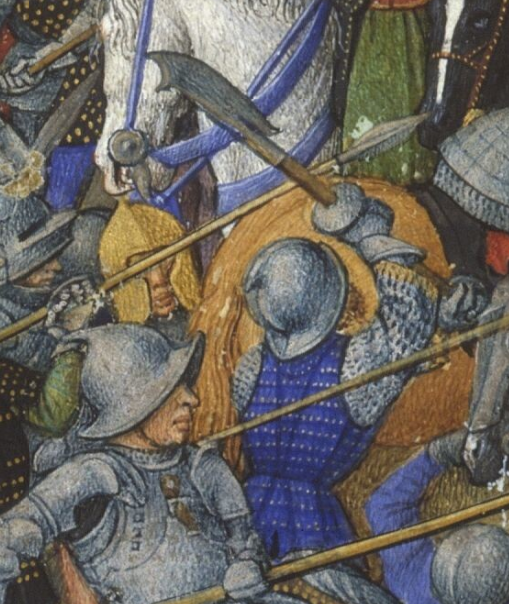
摩具的外形之一。